# Mol šatní
Mol šatní (Tineola bisselliella) je drobný motýlek z čeledi molovitých o velikosti mezi 4 až 8 milimetry, který je známý a obávaný škůdce v mnoha domácnostech. Motýlek je zajímavý tím, že k životu nepotřebuje pít, protože si potřebnou vodu vytváří metabolismem. Samotným škůdcem není motýlek (dospělec mola), nýbrž jeho larvy živící se keratinem neboli rohovinou obsaženou v některých přírodních materiálech. Jedná se tak o jeden z mála živočišných druhů schopných trávit vlnu.
Mol šatní je celosvětově rozšířený motýl, který ke svému životu využívá tmavé, vlhké a teplé prostředí, kde klade svá vajíčka. Od nakladení vajíček po dospělce trvá jeho vývoj měsíc až rok, to v závislosti na podmínkách, ve kterých žije. Od toho se odvíjí i množství generací vyskytujících se během jednoho roku. Celý životní cyklus mola šatního se odehrává v rozmezí 60 až 95 dní.

## Taxonomie
Druh popsal švédský entomolog Arvid David Hummel v roce 1823. Pro mola šatního se taktéž používají následující pojmenování:
- Paracharactis vestianella (sensu auct., non Linnaeus, 1758: preoccupied)
- Tinea biselliella (lapsus)
- Tinea bisselliella (Hummel, 1823)
- Tinea crinella (Sodoffsky, 1830)[6]
- Tinea destructor (Stephens, 1834)
- Tinea flavifrontella (Thunberg, 1794) (non Denis & Schiffermüller, 1775: zamýšlený)
- Tinea lanariella (Clemens, 1859)
- Tinea vestianella (sensu auct., non Linnaeus, 1758: zamýšlený)
- Tineoila biselliella (lapsus)
- Tineoila crinella (Sodoffsky, 1830)[6]
- Tineoila destructor (Stephens, 1834)
- Tineoila lanariella (Clemens, 1859)
- Tineoila furciferella (Zaguljaev, 1954)

## Popis

### Vajíčko

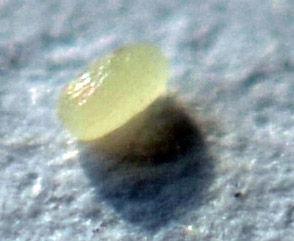
Vajíčko mola šatního

Samička naklade 50–80 vajíček v jedné až dvou snůškách na vlněnou látku v tmavých, vlhkých a teplých místech. V případě, že je vyrušována, kladení vajíček neproběhne. Vajíčka obvykle nejsou pevně upevněna, proto je lze mechanicky odstranit, například je vyklepat či vykartáčovat ze zasažených tkanin. Jiný zdroj uvádí, že vajíčka jsou přichycena přilnavým sekretem. Za dva týdny se líhnou larvy a okamžitě se začínají živit okolním materiálem. Jiný zdroj uvádí, že za tepla se vajíčka líhnou během 4 až 10 dnů a za zimy pak okolo 21 dní.

### Housenka

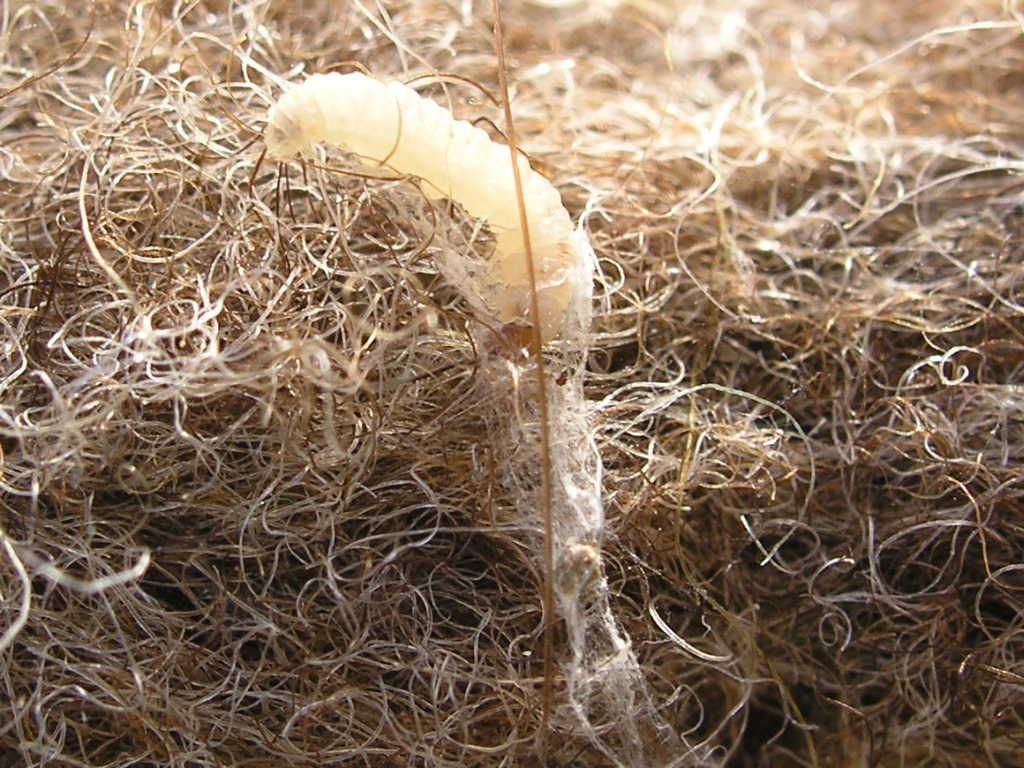

Z nakladených vajíček se přibližně za dva týdny líhnou malé bílé housenky s tmavší hlavičkou a válcovitým tělem o velikosti 1 mm. Okamžitě po vylíhnutí začínají některé larvy spřádat v napadených tkaninách chodbičky z hedvábí, ve kterých následně probíhá celý jejich vývoj a které larvy mola neopouštějí. Nicméně jsou známy i případy, kdy si larva chodbičku po několik dní netvořila. Za potravu housenkám slouží srst zvířat obsahující keratin (česky rohovina) a tedy i všechny materiály, které se ze srsti vyrábí (například vlněné oblečení či koberce). V případě nedostatku této vhodné potravy jsou housenky mola schopné poškozovat i látky neobsahující keratin, tedy například výrobky z bavlny a lnu. Byly popsány dokonce i případy, kdy larvy mola požíraly své vlastní výkaly, tzv. koprofagie.
Housenka se během svého vývoje svléká ze své schránky, která se jí stává malá. Svlékání probíhá 11 až 17krát a je ovlivňováno množstvím a kvalitou potravy a teplotou okolního prostředí. Pokud housenka mola šatního žije v lidském obydlí, má celoročně zajištěné vhodné podmínky pro svůj vývoj. Vývoj housenky trvá obvykle 35 dní, ale v případě nedostatku potravy, teplotě a vlhkosti se může prodloužit až na 2,5 roku. Před zakuklením dosahuje larva velikosti okolo 12 mm.

### Kukla
Housenka po zakuklení vytvoří štíhlou kuklu okrové barvy nacházející se na konci chodbičky z hedvábí, kterou si housenka během svého vývoje stavěla. Délka hedvábného vlákna může dosahovat délky až 8 mm. Na stavbu kokonu potřebuje housenka 8 až 10 dní v létě a v případě zimy 3 až 4 týdny. Po zakuklení zůstává v tomto stádiu přibližně 6 týdnů (jiný zdroj uvádí 50 až 90 dní, ale v případě nepříznivých podmínek až 4 roky).

### Dospělec

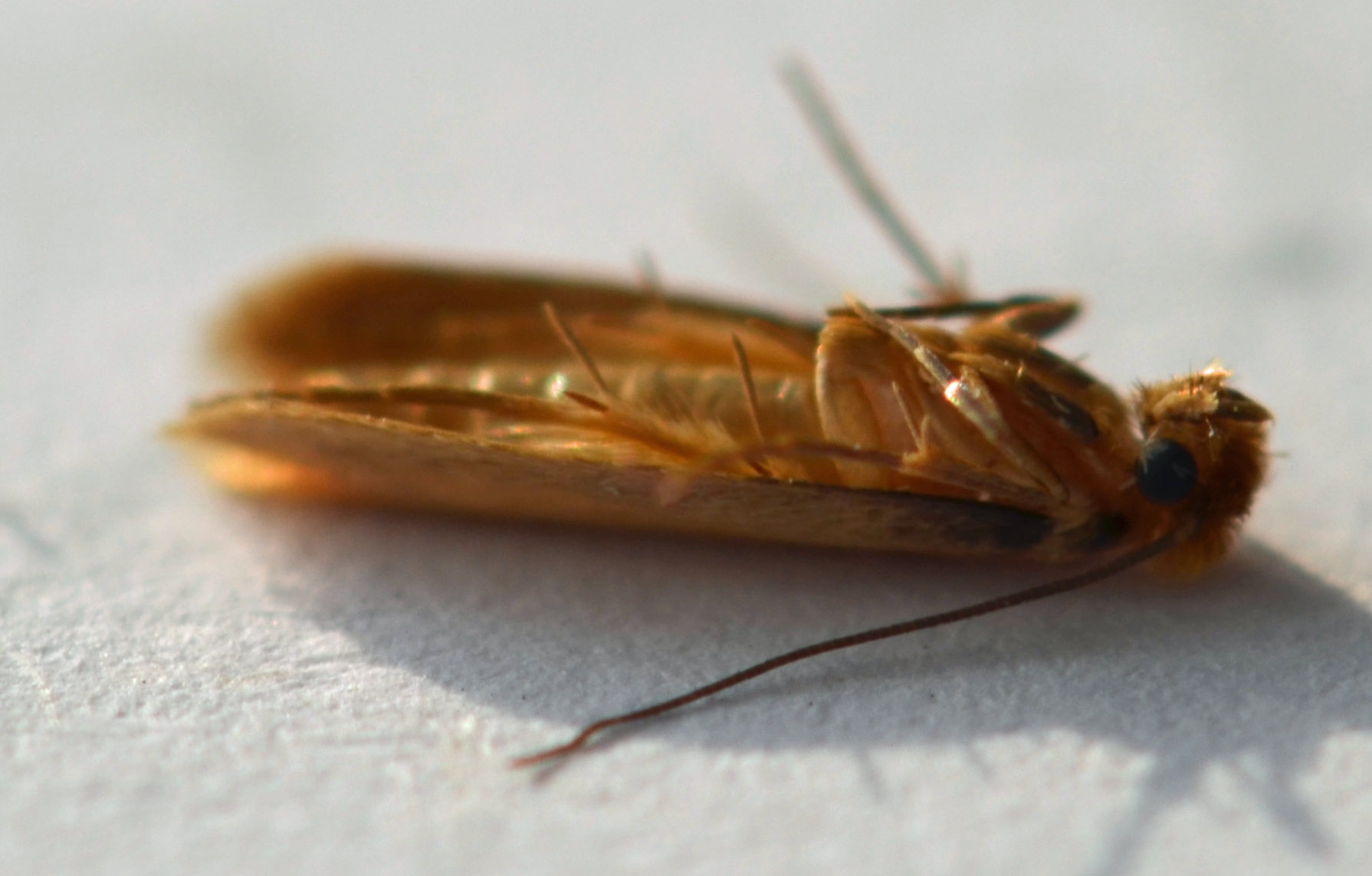
Spodní strana dospělce

Mol šatní je drobný motýlek, jeho světle okrová přední křídla měří 4 až 8 mm. Samička je menší než sameček. Na křídlech se nenachází žádná kresba, nicméně jsou vysoce lesklá a na okrajích křídel se nachází dlouhé třásně stejné barvy. Mol má dlouhé tenké nohy i tykadla. Na přední straně se nachází pár černých očí.
Dospělci se objevují převážně na jaře a v létě, kdy vylétávají ze svého úkrytu. Ve večerních hodinách jsou aktivní hlavně samečci, kteří poletují po prostoru. Naproti tomu samičky žijí převážně usedle ve svých skrýších, které opouštějí jen zřídka, například během vyrušení člověkem či jiným zvířetem. V takovém případě se samičky snaží utéci do bezpečí během, nikoliv letem.
Dospělci mola šatního nemají vyvinuté ústní ústrojí a nepřestavují tak přímé nebezpečí pro oblečení a další věci, jelikož se nepodílí na konzumaci vláken. Ta požírají pouze larvy. To by nás ale nemělo zmást. Škodlivost dospělců spočívá v tom, že se dále šíří a přivádějí na svět nové generace.
Mol šatní se, v případě ideálních podmínek, dožívá od vajíčka po dospělce 65 až 90 dní.

## Výskyt
Tento druh se nachází po celém světě, nicméně ve státech se suchým klimatem jako je například americké Colorado není tak běžný. Jen zřídka létá v noci za světlem podobně jako jiné můry, namísto toho obvykle obývá tmavá místa jako jsou šatníky, prostor pod kobercem, pod skříněmi atd. Dospělec i larva mola šatního je schopna se protáhnout i úzkou mezerou, což jim umožňuje snadné prostupování celými budovami.
Dospělci létají hlavně od dubna do října (jiný zdroj uvádí květen až září), ale uvnitř budov může létat celoročně. Nicméně většina poletujících motýlků jsou samci, jelikož samice dávají přednost běhu. Larvy jsou aktivní po celý rok.

## Potrava
Housenka mola šatního nejvíc napadá tkaniny s obsahem keratinu (vlna, kůže či peří), nicméně v případě nedostatku této vhodné potravy jsou housenky mola schopné poškozovat i látky neobsahující keratin, tedy například výrobky z bavlny a lnu. Naproti tomu syntetické tkaniny jsou před ním v bezpečí.

## Rozmnožování

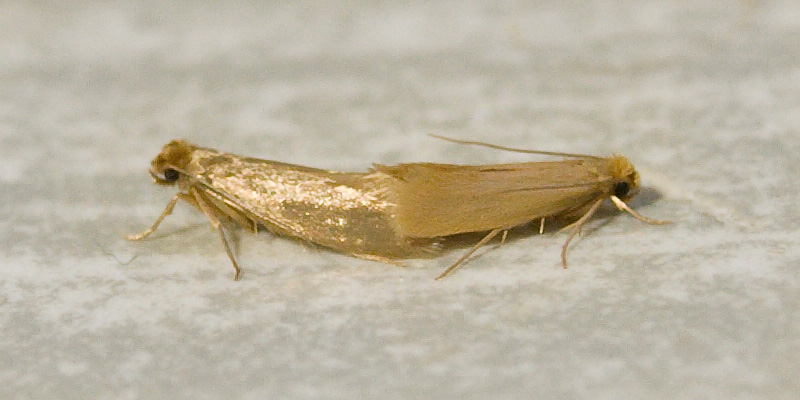
Rozmnožování mola šatního

V případě ideálních podmínek je mol šatní schopen za rok vyvést až čtyři generace potomků. Po oplodnění samička vyhledává úkryt, kde položí jednu až dvě snůšky o počtu 40 až 50 vajíček (jiný zdroj uvádí 50 až 80), jelikož se z ní stane špatný letec. Vajíčka snáší během 2 až 3 týdnů. Po snůšce samička následně umírá.
Oproti tomu sameček po spáření dále žije a pokračuje v rozmnožování do konce života.

## Ekologické vztahy

### Paraziti
Bylo pozorováno, že larvy mola šatního jsou napadány parazity. Konkrétně se jedná o druhy z čeledi lumčíkovitých, a to Chremylus rubiginosus a Apanteles carpatur.

## Význam pro lidstvo
Tento motýlek je v lidské společnosti považován za škůdce, jelikož je schopen poškodit výrobky obsahující keratin. Způsobuje tak škody v šatníku na oblečení, ale taktéž v rámci různých sbírek vycpaným exponátům, které proti němu nejsou dostatečně chráněny.
Je natolik rozšířen, že boj s ním je téměř zbytečný. Z bytu do bytu se zejména v panelových domech dostává snadno šachtami vyplněnými izolačními materiály a textiliemi, které konzumují housenky.

### Ochrana materiálů

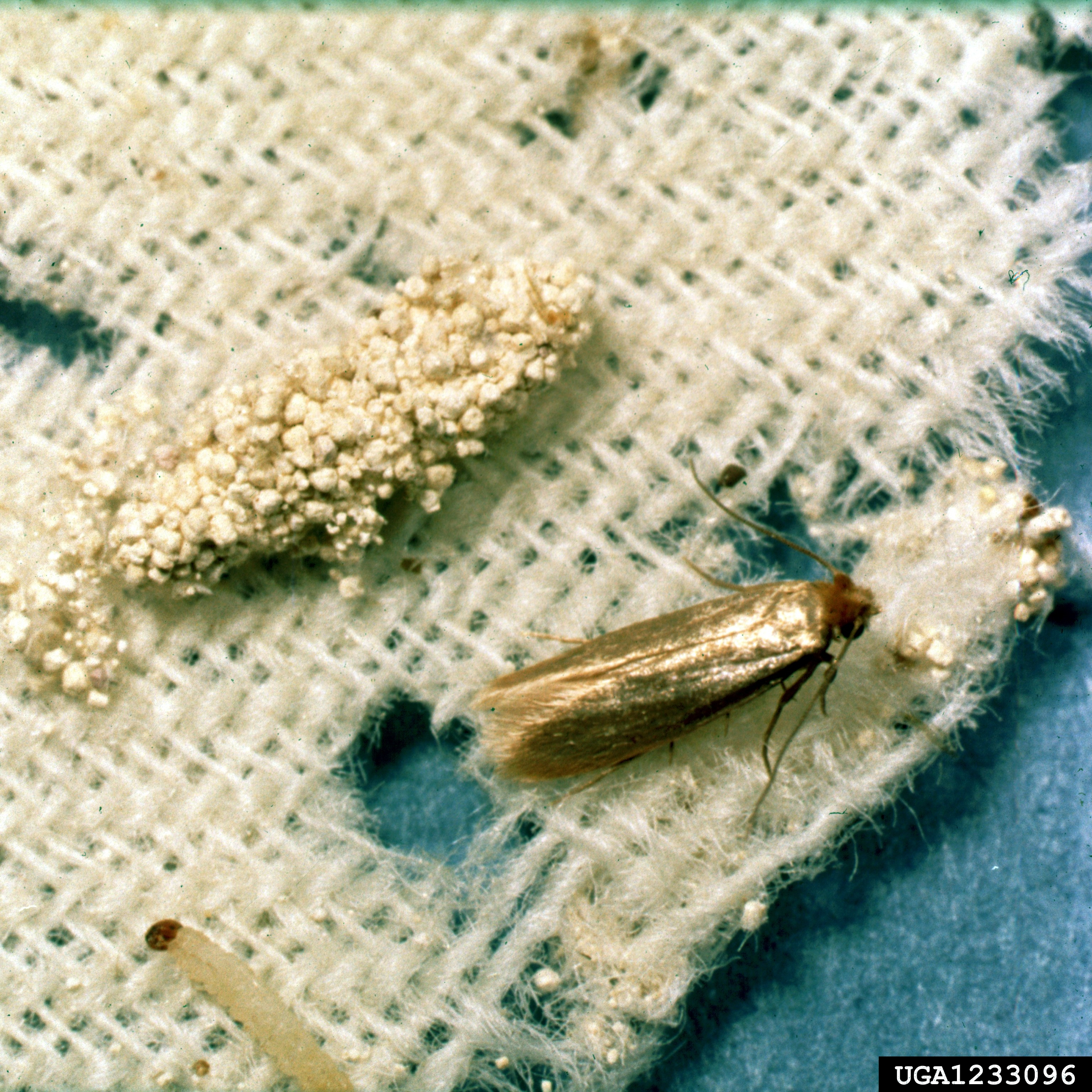
Vlněná tkanina zničená od molů. Na snímku dospělec i larva.

Před ničivými nálety můžeme své věci ochránit důkladnou čistotou ukládaných věcí, odstraňováním zbytků vln, větráním (jelikož moli nesnášejí průvan), vyklepáváním a vystavováním věcí mrazu. Dále lze do úložných prostor zavěsit speciální aromatické odpuzovače, či pytlíky naplněné bylinkami jako například sušenou mařinkou vonnou, rozmarýnem, vratičem, sušenou pomerančovou kůrou, levandulí, pelyňkem atd. Moly odpuzuje též vůně mýdla uloženého mezi oděvy či cedrového dřeva, které se vkládá do skříní ve formě špalíčků (doporučuje se po přibližně čtvrt roku povrch dřeva opět zdrsnit, aby se opět obnovil únik vůně).
Vyjma těchto metod je možné pro odstranění mola využít i širokou škálu chemických prostředků jako například 1,4-dichlorbenzen či naftalen či tzv. lapačů napuštěných feromony. Lapače lákají samečky mola šatního, který se na lapač přichytí a následně hyne.